# Burg Aris ob Kien
Die Burg Aris ob Kien ist die Ruine einer mittelalterlichen Höhenburg aus dem 12. Jahrhundert und befindet sich in der Schweizer Gemeinde Reichenbach im Kandertal im Kanton Bern.

## Lage und Beschreibung
Die Burg liegt am Abhang der Chiene, eines Seitenbachs der Kander. Die Anlage ist vergleichsweise gut erhalten. Teile des Burgturms, die Halsgräben, Erdwälle und zwei Gräben sind sichtbar. Ein dritter Graben ist nicht mehr sichtbar.

## Geschichte
Die Burg war mutmasslich die Stammburg der Freiherren von Kien. Die Burg wurde Ende des 13. Jahrhunderts aufgegeben. 1934 wurde die Burg restauriert.

## Bilder

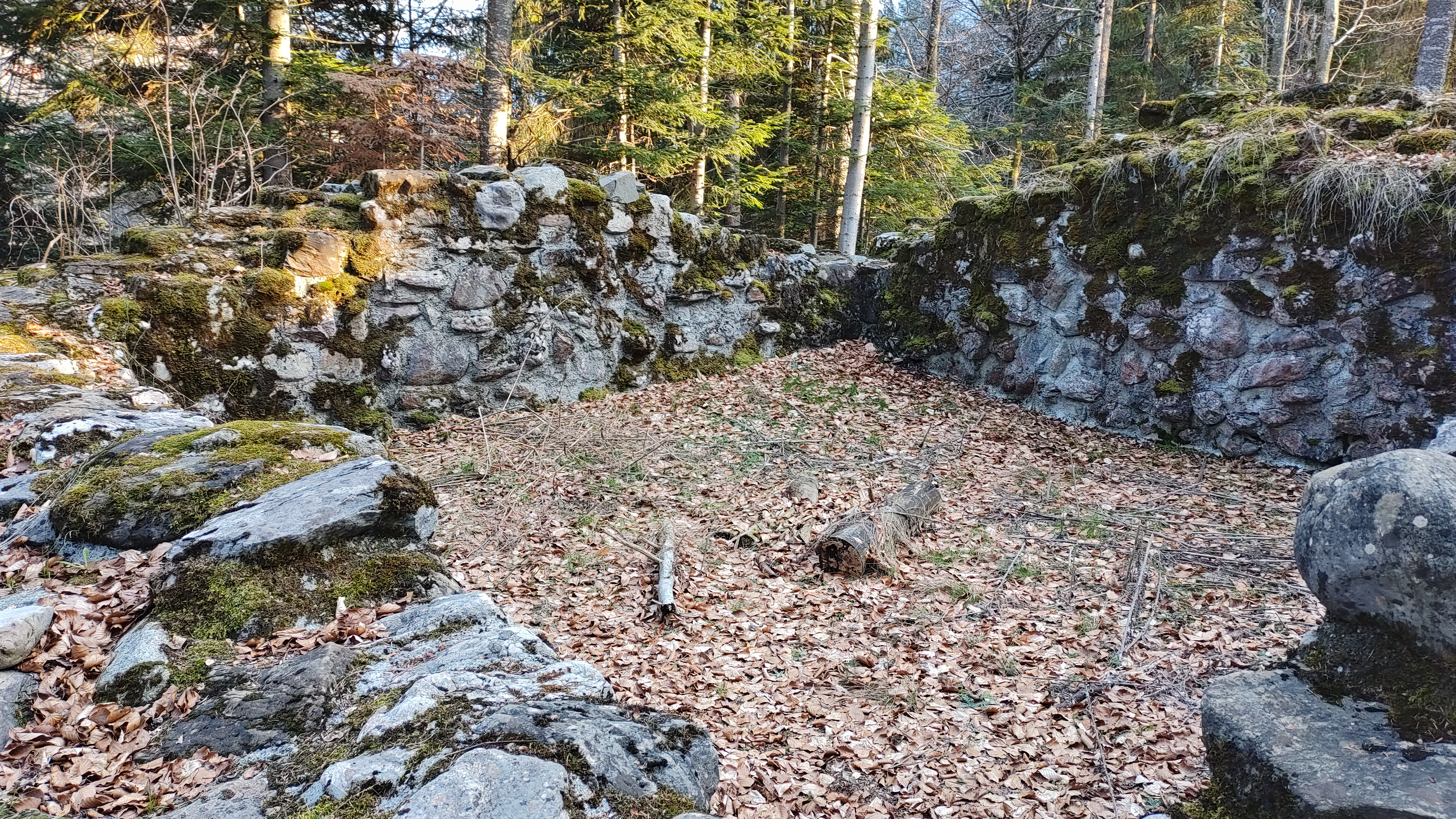
Burgruine Aris ob Kien
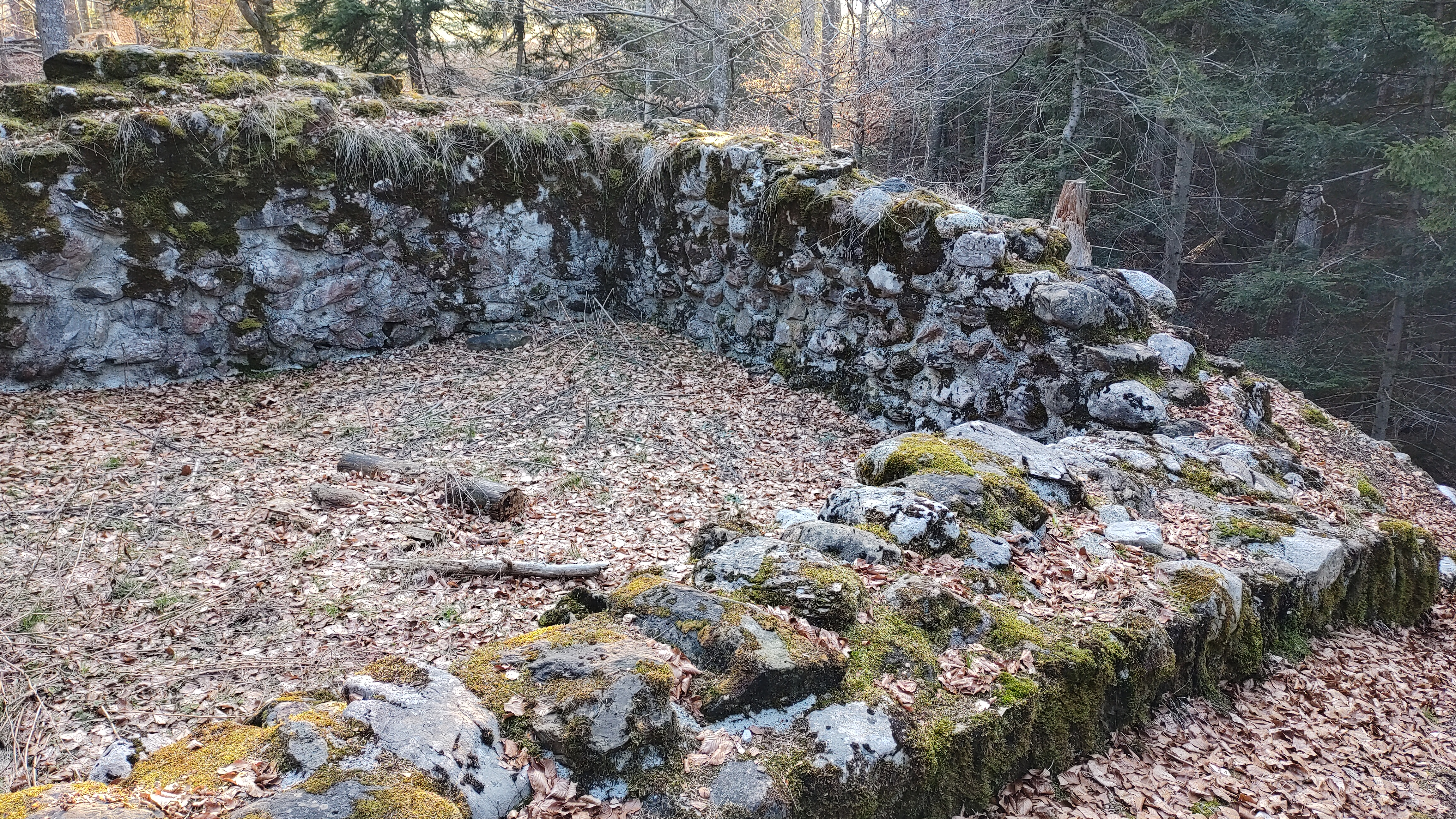
Burgruine Aris ob Kien
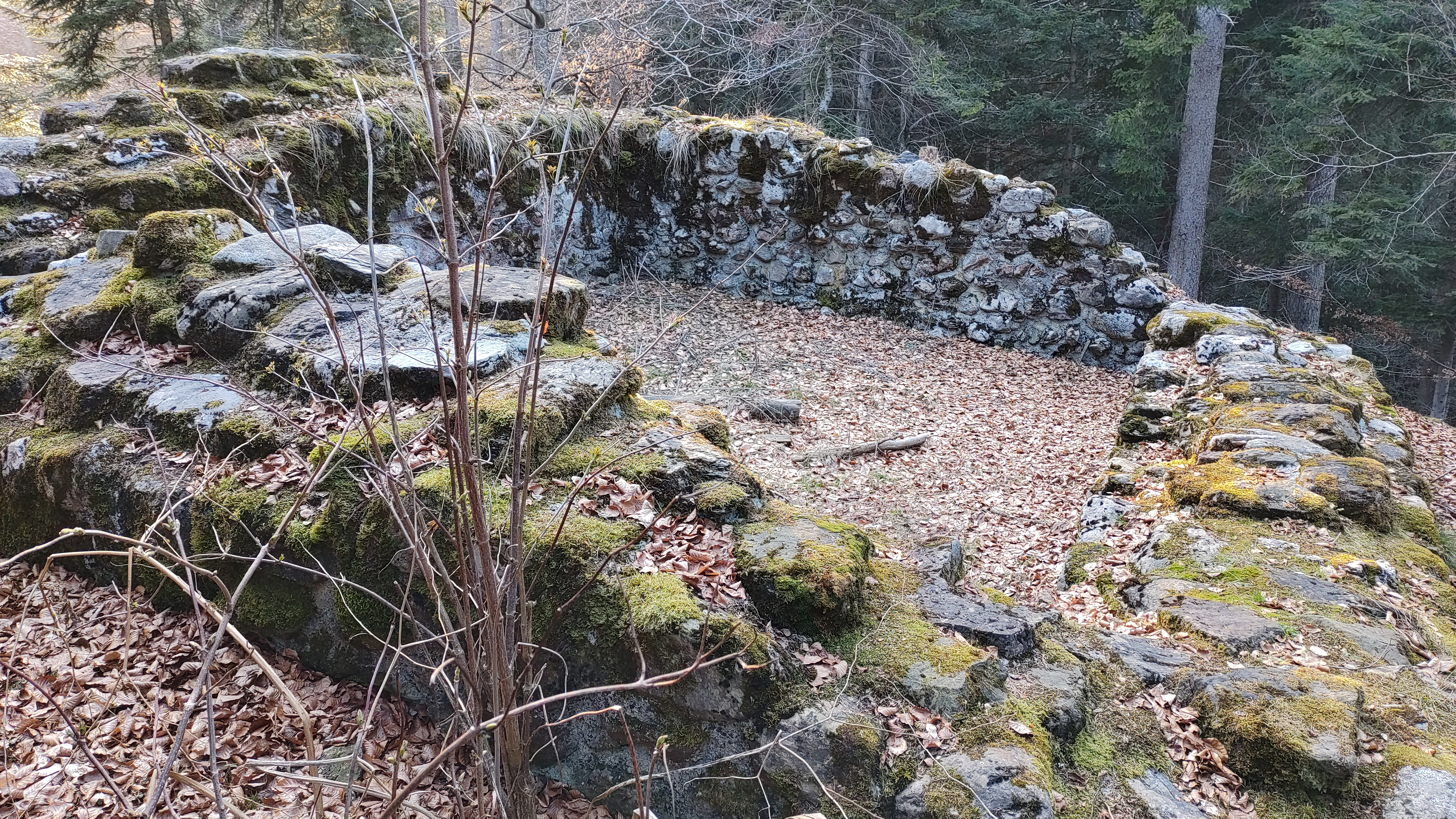
Burgruine Aris ob Kien
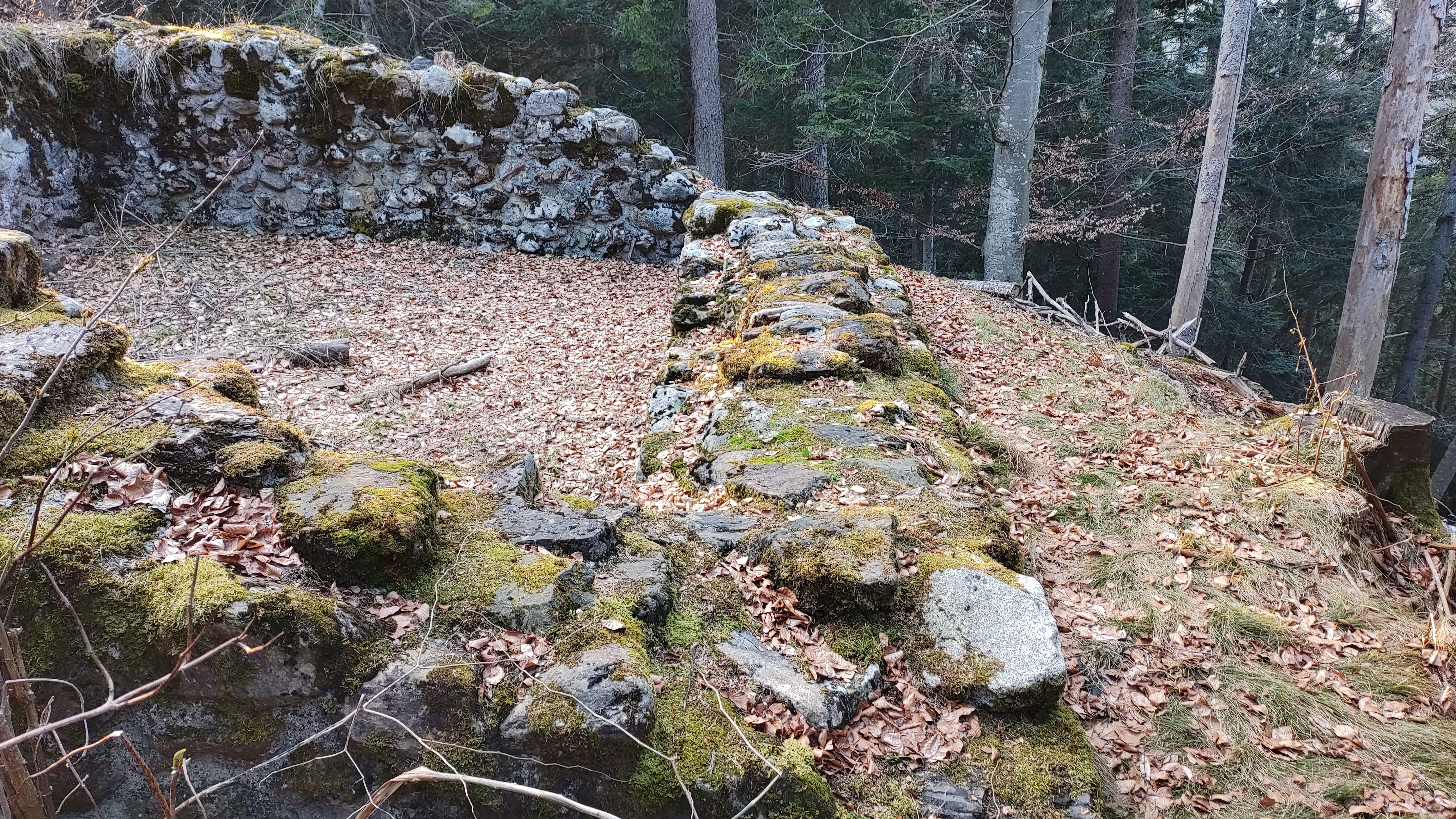
Burgruine Aris ob Kien